# Festuca parvipaleata
Festuca parvipaleata är en gräsart som beskrevs av Pieter Jansen. Festuca parvipaleata ingår i släktet svinglar, och familjen gräs. Inga underarter finns listade i Catalogue of Life.